# ATP Challenger Tscherkassy
Das ATP Challenger Tscherkassy (offiziell: UTC Open by Selena) war ein Tennisturnier, das 2007 und 2008 in Tscherkassy, Ukraine, stattfand. Es gehörte zur ATP Challenger Tour und wurde im Freien auf Sand gespielt.

## Liste der Sieger

### Einzel
| Jahr | Sieger           | Finalgegner      | Ergebnis  |
| ---- | ---------------- | ---------------- | --------- |
| 2008 | Olivier Patience | Denis Istomin    | 6:2, 6:0  |
| 2007 | Boris Pašanski   | Santiago Ventura | 7:5, 7:67 |

### Doppel
| Jahr | Sieger                                   | Finalgegner                       | Ergebnis  |
| ---- | ---------------------------------------- | --------------------------------- | --------- |
| 2008 | Michail Jelgin Alexander Krasnoruzki     | Serhij Bubka Serhij Stachowskyj   | 6:4, 7:5  |
| 2007 | Daniel Muñoz de la Nava Santiago Ventura | Serhij Bubka Alexander Kudrjawzew | 6:2, 7:64 |